# Luca Caracciolo

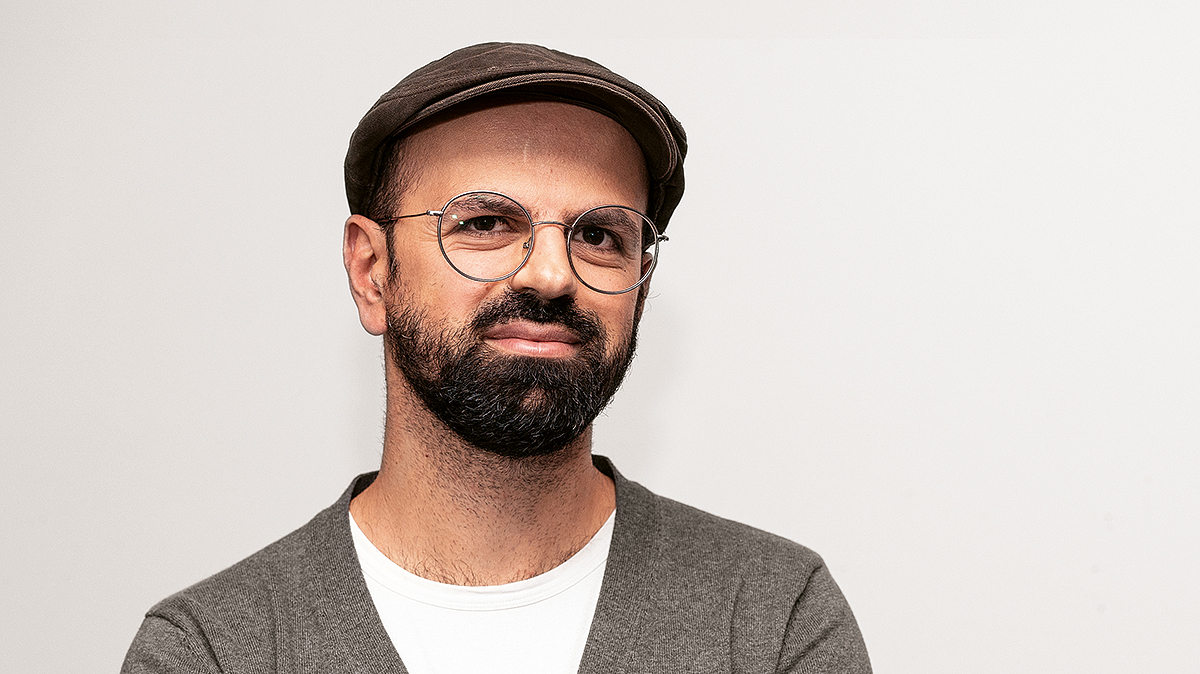
Luca Caracciolo (2019)

Luca Caracciolo (* 17. September 1978 in Wolfsburg) ist ein deutsch-italienischer Journalist. Er ist Editorial Director von t3n und der deutschen Ausgabe der Technology Review. Caracciolo beschäftigt sich mit Zukunftstechnologien wie Künstliche Intelligenz und Spatial Computing.

## Leben
Nach dem Abitur 1996 am Gymnasium in Fallersleben studierte Caracciolo von 1998 bis 2004 Sozialwissenschaften an der Universität Hannover und in Florenz. Währenddessen hospitierte er  bei der Berliner Tageszeitung taz und dem Fernsehprogramm 3sat in Mainz.
Während und nach seinem Studium arbeitete Caracciolo über vier Jahre als freier Journalist für die Wolfsburger Allgemeine und die Neue Presse der Verlagsgesellschaft Madsack. 2005 wechselte er zum Fachverlag Aktivmedia. Dort war Caracciolo als leitender Redakteur und Content Manager federführend verantwortlich für die Produktion diverser Fachzeitschriften im Event- und Marketingbereich sowie für den Aufbau der Websites.
Im Jahr 2012 kam Caracciolo als Redaktionsleiter zum t3n Magazin. Nach dem Wechsel des Mitgründers Jan Christe auf die Position des Herausgebers im Jahr 2016 wurde er zum Chefredakteur befördert, während Stephan Dörner die Online-Ausgabe übernahm. Caracciolo initiierte auch den t3n Podcast, in dem er und Dörner regelmäßig mit prominenten Gästen sprechen. Ab August 2020 war Caracciolo Gesamt-Chefredakteur Print und Online bei t3n. 
Unter Caracciolos Führung baute das t3n Magazin seine Stellung im Bereich der digitalen Wirtschaft aus. Als Autor und Redner beschäftigt er sich mit Zukunftstechnologien, beispielsweise der virtuellen Realität und künstlicher Intelligenz sowie deren Auswirkungen. Er hat bereits mehrfach auf der re:publica gesprochen, eine der größten europäischen Digitalkonferenzen.
Am 1. April 2021 wurde er Chefredakteur der deutschen Ausgabe der Technology Review. Am 1. Januar 2024 kehrte er zu t3n zurück und übernahm die Stelle des Editorial Director von t3n und der Technology Review. Seit dem 1. Januar erscheint die Technology Review bei yeebase media, wo auch t3n erscheint.

## Auszeichnungen
- 2019 Lead Award in Silber in der Kategorie „Magazin Debatte“.[13]
- 2022 Kress Shortlist „Chefredakteur/in des Jahres (Zeitschrift)“.